# Ann-Kathrin Kramer
Ann-Kathrin Kramer (n. 4 aprilie 1966, Wuppertal) este o actriță germană.

## Date biografice
Ann-Kathrin Kramer a urmat școala primară în Wuppertal, la 16 ani părăsește băncile școlii. Ea a început să lucreze la o agenție publicitară și făcea la 18 ani în Grecia portrete turiștilor. N-a reușit să lucreze ca fotomodel și a terminat o școală tehnică. A început la vârsta de 26 de ani să studieze în München artele dramatice și a terminat un curs de muzică la  Anneliese Hofmann de Boer. Ann-Kathrin Kramer este angajată în acțiunea de ajutorare a copiilor traumatizați de pe urma abuzurilor sexuale. În 2005 a publicat cartea pentru copii „Matilda - Oder die aus dem Haus ohne Fenster“ iar în noiembrie 2008 publică cartea „Begegnungen“ și scrie scenariul filmului "Heiratsschwindlerin mit Liebeskummer". Din viața ei privată în 1997 naște un fiu care provine din relația cu Jan Josef Liefers iar în iulie 2009 se căsătorește cu actorul austriac Harald Krassnitzer.

## Filmografie
- 1993: Liebe ist Privatsache
- 1994: Alles außer Mord – Wer Gewalt sät
- 1994: Die Partner
- 1995: Zwei Brüder – Die lange Nacht
- 1996: Rivalen am Abgrund
- 1997: Die Konkurrentin
- 1997: Heiß und kalt
- 1998: Supersingle
- 1998: Die Mörderin
- 1998: Du sollst nicht töten
- 1998: Das merkwürdige Verhalten geschlechtsreifer Großstädter zur Paarungszeit
- 1998: Kidnapping Mom & Dad
- 1998: Abgehauen
- 1999: Die Todesgrippe von Köln
- 1999: Gefährliche Hochzeit
- 1999: Callboys – Jede Lust hat ihren Preis
- 2000: Auf schmalem Grat
- 2001: Der Tanz mit dem Teufel – Die Entführung des Richard Oetker
- 2001: Das Baby-Komplott
- 2001: Allein unter Männern
- 2001: Ein starkes Team – Lug und Trug (Serie)
- 2002-2006: Das Duo (Kriminalfilmreihe)
- 2003: Im Schatten der Macht
- 2004: Mörderische Suche
- 2004: Ein Zwilling ist nicht genug (Doppelrolle)
- 2005: Mutter aus heiterem Himmel
- 2006: Die Nonne und der Kommissar
- 2006: Die Pirateninsel – Familie über Bord
- 2006: Geküsst wird vor Gericht
- 2006: Heiratsschwindlerin mit Liebeskummer
- 2007: Die Weihnachtswette
- 2008: Im Meer der Lügen (Zweiteiler)
- 2009: Mein Nachbar, sein Dackel & ich
- 2010: Ich trag dich bis ans Ende der Welt
- 2010: Ungesühnt
- 2010: Der Meisterdieb
- 2010: 380.000 Volt – Der große Stromausfall